# Joachim von Gravenegg

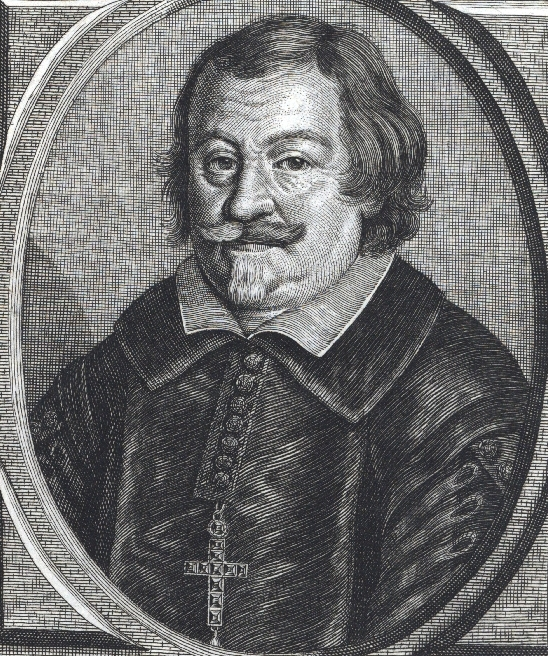
Joachim von Gravenegg

Joachim von Gravenegg (* 1594 auf Burg Burgberg; † 4. Januar 1671 in Fulda) war von 1644 bis 1671 Fürstabt von Fulda.

## Leben
Die Eltern waren Graf Ferdinand von Gravenegg und dessen Ehefrau Brigitta, geb. Hundpis von Waltrams.
Joachim von Gravenegg war von 1608 bis 1613 Student am Päpstlichen Seminar in Fulda. 1619 trat er in das Stift Kempten ein. Auf Bitte des damaligen Abtes Hermann Georg von Neuhof, eines Studienfreundes, wechselte Joachim 1635 in das Stift Fulda und wurde Propst von Petersberg und Michaelsberg. Ab 1638 war er Propst von Holzkirchen.
Am 28. Januar 1644 wurde Joachim im Schloss zu Neuhof zum Nachfolger Hermann Georgs von Neuhof gewählt, nachdem Koadjutor Salentin von Sinzig gegen eine finanzielle Abfindung auf seinen Anspruch zur Nachfolge verzichtet hatte. Am 6. Mai 1647 bestätigte Papst Innozenz X. die Abtswahl und am 6. November 1648 wurde Abt Joachim vom Kaiser Ferdinand III.  mit den Regalien belehnt.
Wichtigste Aufgabe Joachims waren nach Beendigung des Dreißigjährigen Kriegs die Instandsetzung der Stiftskirche sowie die wirtschaftliche Konsolidierung der Finanzen. Durch eine Erhöhung der Steuerlast konnte er bis zu seinem Tod alle Schulden des Hochstifts Fulda abtragen. 1656 wurde der jahrzehntelange Streit um die Reichsunmittelbarkeit der buchonischen Ritterschaft mit einem Vergleich beendet. Im Jahr 1658 übergab Joachim den Franziskanern die Wallfahrtskirche auf dem Volkersberg zwecks Niederlassung. 1667 begann er mit dem Neubau des Konventsgebäudes, das heute als Bischöfliches Priesterseminar dient.
Im kirchlichen Bereich baute Joachim die quasi-bischöfliche Stellung des Fuldaer Abtes aus, insbesondere durch den 1662 mit dem Würzburger Bischof abgeschlossenen sog. „Hammelburger Vertrag“. Allerdings war er mehr in kaiserlichen und in eigenen Angelegenheiten unterwegs als in Fulda anwesend; für seine Reisen sowie für eine aufwendige Hofhaltung verbrauchte er mehr Geld als für das Hochstift Fulda nachhaltig war.
Auf Bitte des Kaisers und wohl auch aufgrund seines fortgeschrittenen Alters akzeptierte Fürstabt Joachim im Jahr 1667 nach Zustimmung des Stiftskapitels Bernhard Gustav von Baden-Durlach als seinen Koadjutor. In diesen Teil seiner Regierungszeit fällt 1671 die Ausweisung fast aller Juden aus der Stadt Fulda und dem Stiftsgebiet. Joachim starb im selben Jahr und wurde in der St. Andreaskapelle der Stiftskirche beigesetzt.